# لوتشيانو غاودينو
لوتشيانو غاودينو (بالإيطالية: Luciano Gaudino)‏ هو لاعب كرة قدم إيطالي في مركز الهجوم، ولد في 13 يوليو 1958 في بوجومارينو في إيطاليا. شارك مع منتخب إيطاليا تحت 20 سنة لكرة القدم. أما مع النوادي، فقد لعب مع إيه سي ميلان ونادي باري ونادي ريجينا ونادي فاريسي ونادي فروسينوني.

## وصلات خارجية
- لوتشيانو غاودينو على موقع الاتحاد الدولي (مؤرشف)  (الإنجليزية)
- لوتشيانو غاودينو على موقع قاعدة بيانات كرة القدم.إي يو (الإنجليزية)